# ویسکولما
۶۰°۰۹′۳۹″ شمالی ۲۴°۵۶′۳۱″ شرقی / ۶۰٫۱۶۰۸۳°شمالی ۲۴٫۹۴۱۹۴°شرقی
ویسکولما (انگلیسی: Viiskulma) به فنلاندی به معنای ۵ گوشه، به سوئدی به معنای ۵ لبه یک میدان و همچنین تقاطع مشهور در مجاورت منطقه پوناووئوری و اولّانلینّا است که از پنج خیابان هلسینکی شامل لایوورینکاتو، پورسیمیئِهِنکاتو، فردریکینکاتو، لایوورین‌رینّه و تارکّاآمپویانکاتو سروشکل گرفته‌است. در این بین خیابان فردریکینکاتو یکی از قدیمی‌ترین و از اصلی‌ترین شریان‌های ترافیکی شهر هلسینکی است.
پنج ساختمان در این تقاطع بلندتر از ساختمان‌های اطراف است و مانند برج بنظر می‌رسند، این بناها در سبک معماری احیای رنسانس ومعماری مرتبط با معماری نوگرای کشورهای نوردیک طی دهه ۱۸۹۰ تا اواخر دهه ۱۹۲۰ ساخته شده‌اند.
چندین ساختمان در ویسکولما یا در مجاورت آن وجود دارد که از نظر فرهنگی برای تاریخ هلسینکی دارای اهمیت هستند.

## نگارخانه

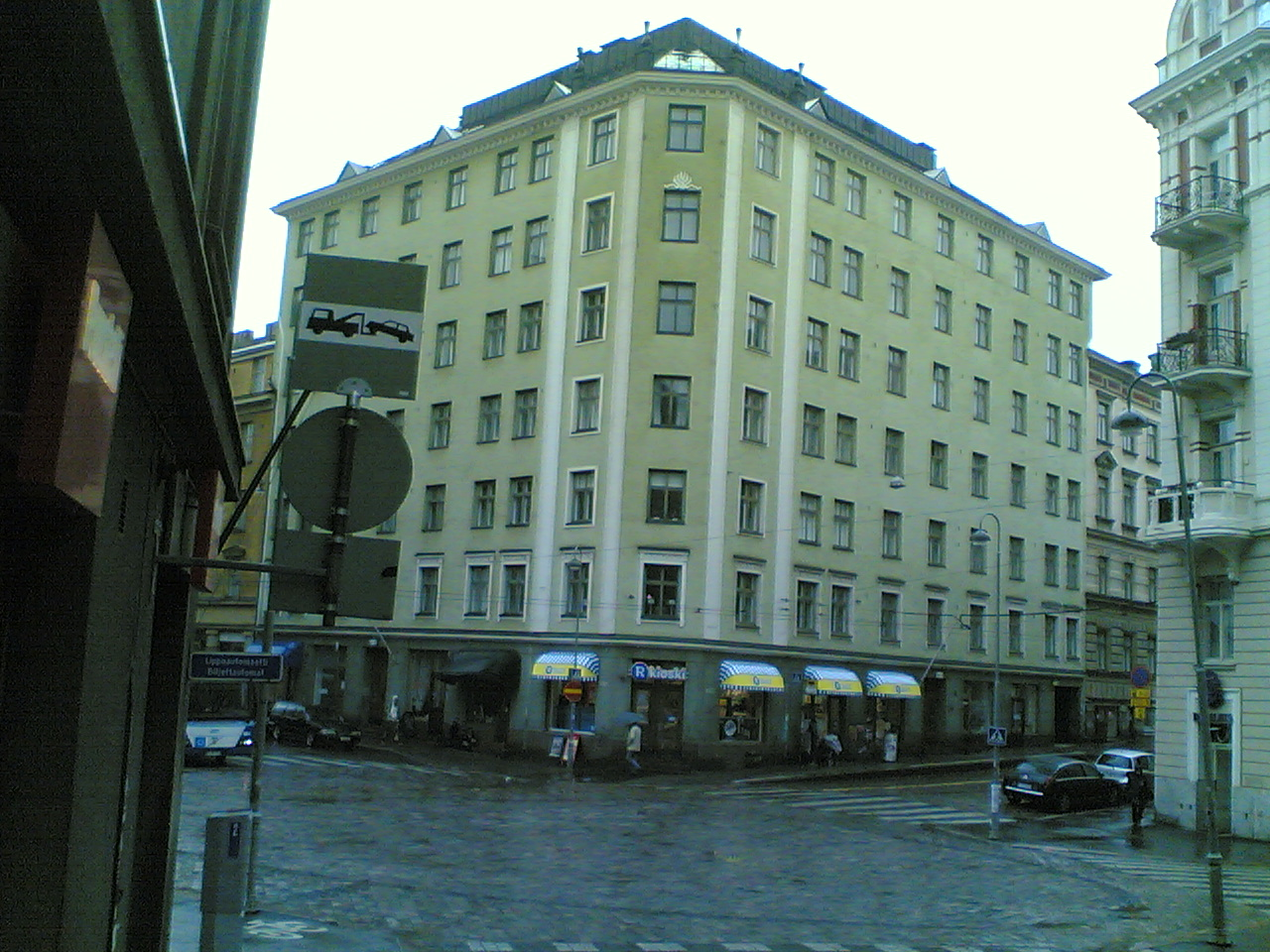
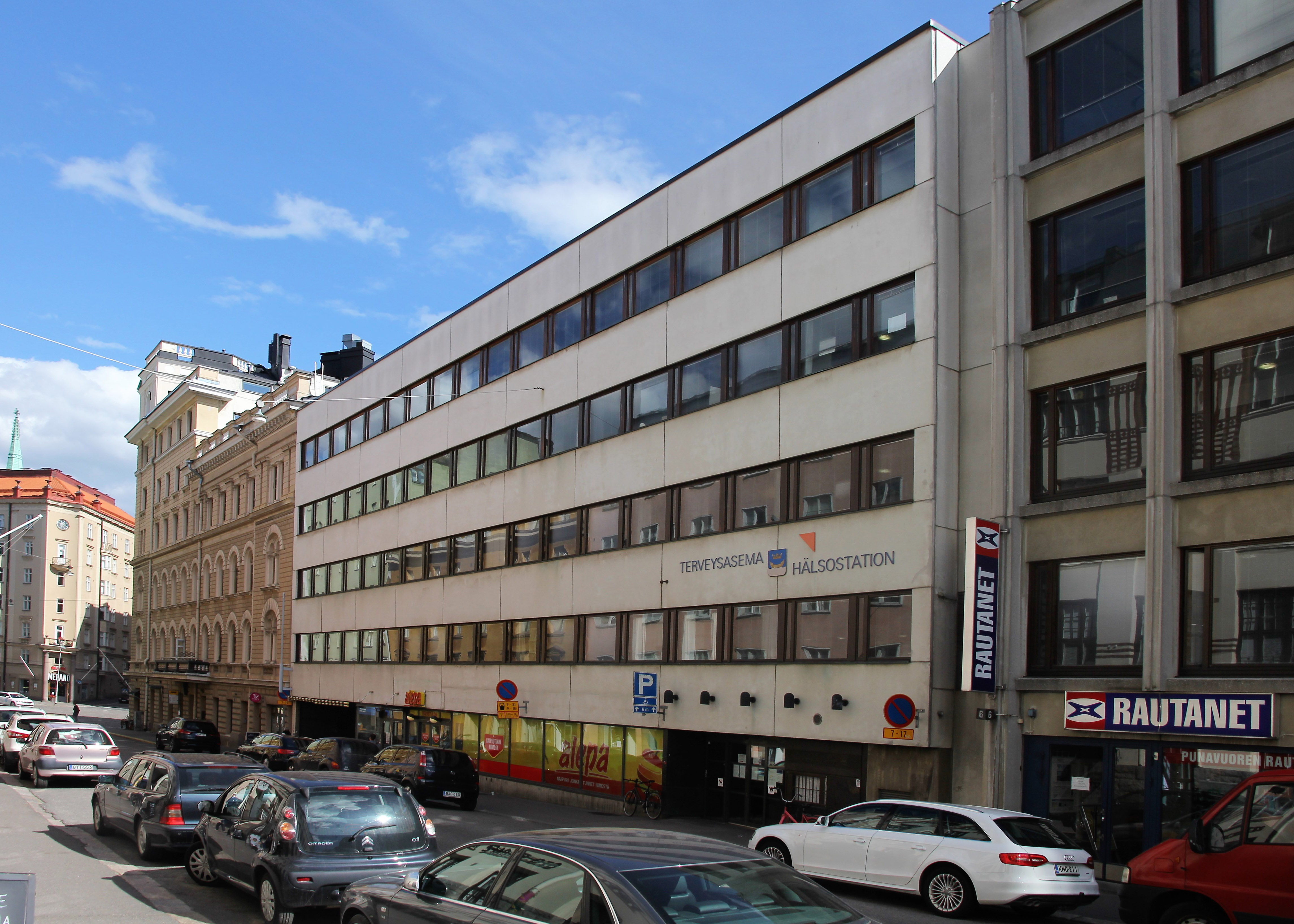
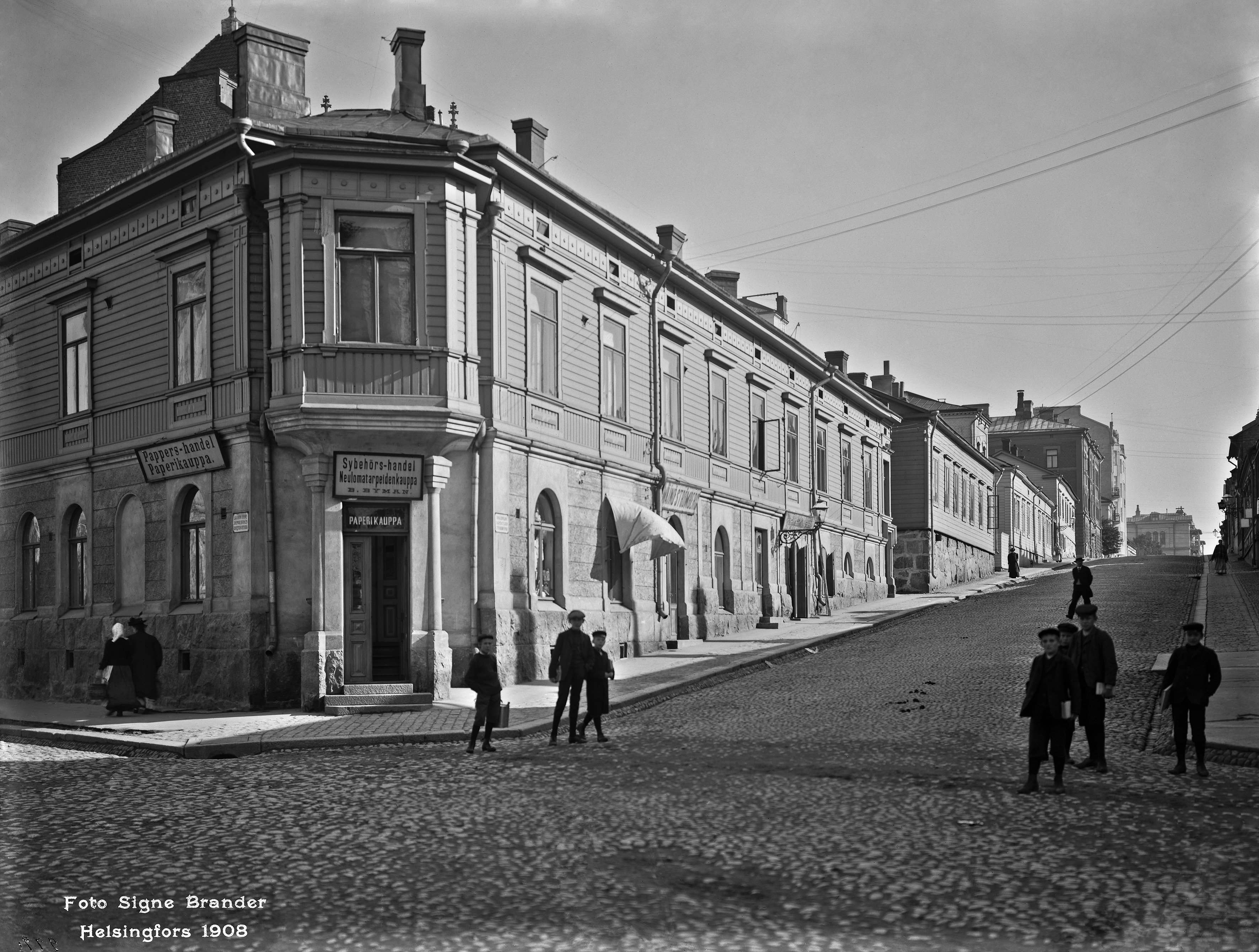
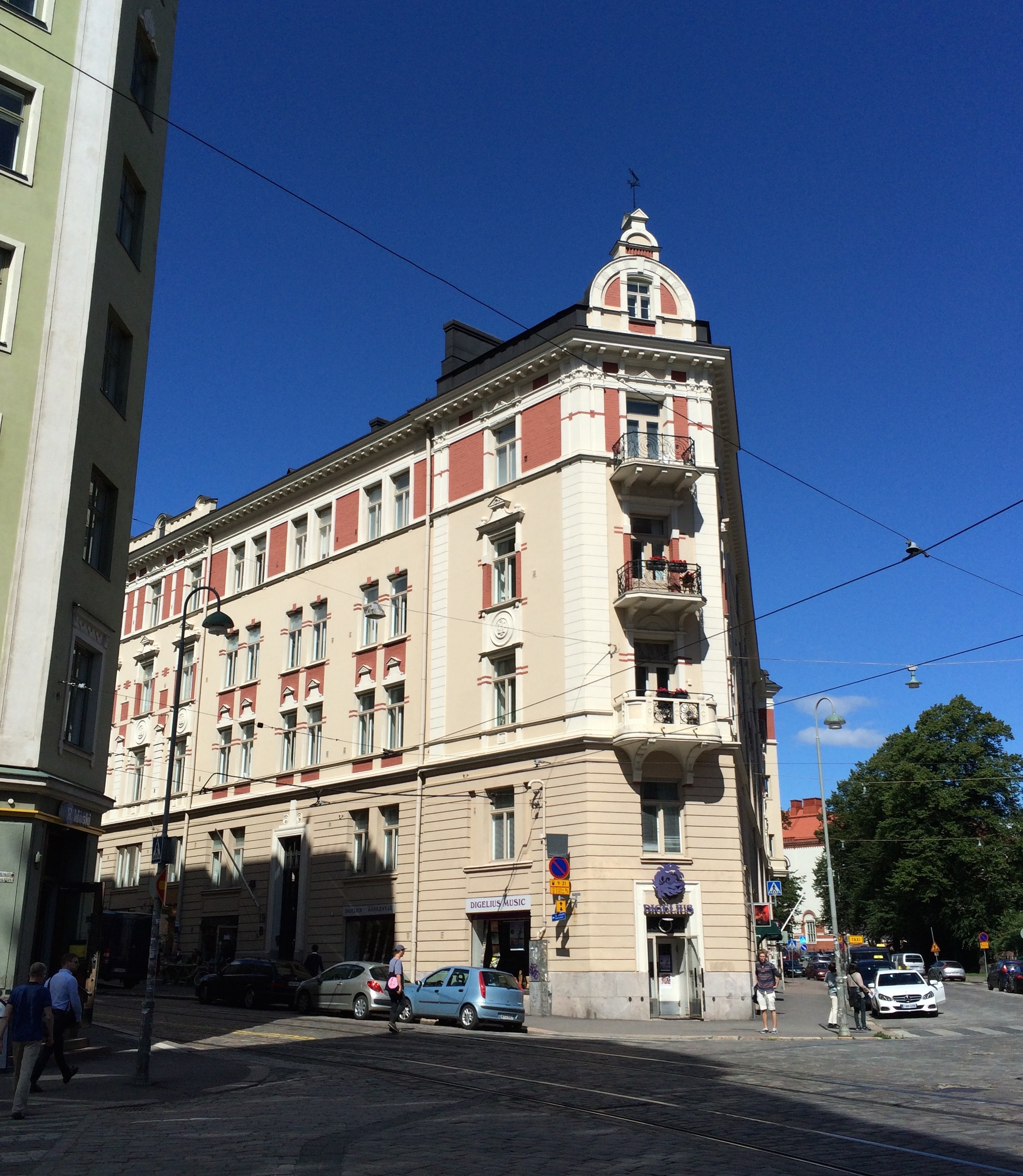
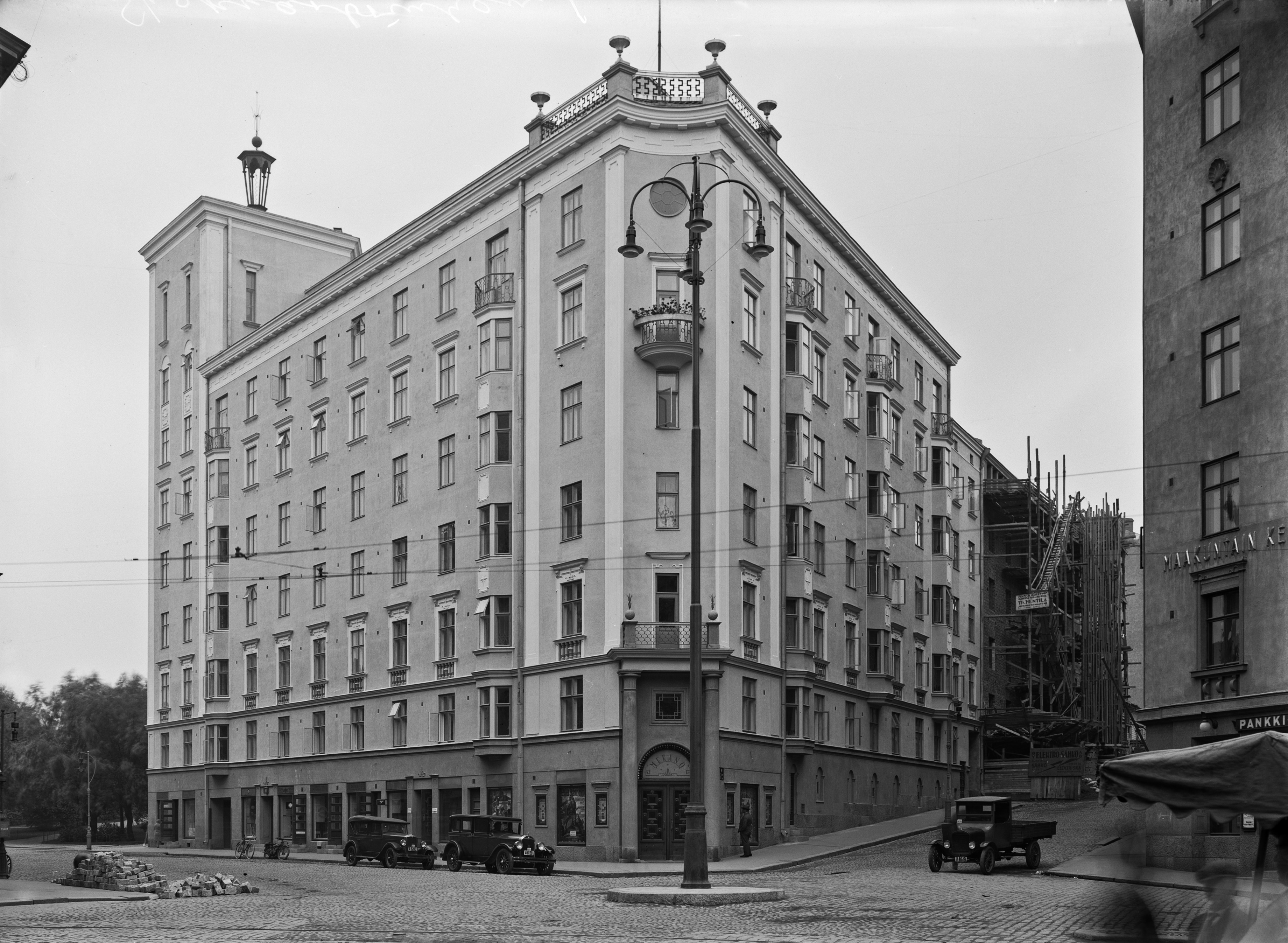